# Lescuraea arizonae
Lescuraea arizonae är en bladmossart som beskrevs av P. S. Wilson och J.C. Norris 1989. Lescuraea arizonae ingår i släktet bågmossor, och familjen Leskeaceae. Inga underarter finns listade i Catalogue of Life.